# 삼겹살 (부위)
삼겹살(영어: pork belly)은 돼지고기의 한 부위로, 살코기와 비계층이 3번 겹쳐져 있다고 해서 삼겹살이라는 이름이 붙여졌다. 실제로는 껍데기를 제거한 상태에서 살코기와 지방 부분이 네 번 겹쳐져 있는 것이 보통이며, 껍데기가 붙어 있는 경우 오겹살이라고 한다. 돼지고기의 특정 부위를 지칭하는 용어로써 식재료를 의미하며 동시에 음식 이름으로도 사용되고 있다. 생체중량 110kg 돼지 한마리에서 약 10kg 정도 생산된다.
갈비를 떼어낸 부분에서부터 시작하여 복부까지의 넓고 납작한 모양의 부위에 해당하며 풍미가 좋은 것이 특징이다. 돼지고기 부위 중 가장 고소하지만 기름기가 많아 지방 함유량이 많고 칼로리가 높다. 구이, 찜, 수육, 볶음, 찌개 등 다양한 조리법이 있으며, 부드러우면서도 쫄깃쫄깃함이 조화를 이루고 있어 특유의 식감을 자랑한다.
한국인들이 가장 선호하는 돼지 고기 부위에 해당한다. 한국에는 매년 3월 3일을 '삼겹살데이'(삼삼데이)로 부르는 비공식적인 기념일이 존재하여 이날에는 삼겹살을 즐기는 하나의 문화로 정착되어 가고 있다. 이뿐만 아니라 청주에는 '삼겹살 골목'이 조성되어 있다. 또한 삼겹살에는 대패삼겹살, 칼집삼겹살, 목삼겹, 녹차삼겹살, 와인삼겹살, 오겹살 등 다양한 형태의 삼겹살이 존재한다.
중국에는 삼겹살로 만든 동파육이 유명하지만 서양에서는 베이컨 가공, 돼지기름으로 만든 식용유인 라드(영어: lard), 화장품 제조 등에 사용되는 경우가 대부분일뿐 식용으로는 많이 사용하지 않는다. 한국에서는 돼지고기 하면 삼겹살을 떠올릴 정도로 삼겹살 구이를 즐기며, 내수 공급량이 부족하여 스페인과 칠레 등 전세계 17개국으로부터 약 30%를 수입하여 소비하고 있다.

## 명칭과 특징

### 명칭 유래
삼겹살이라는 단어 자체는 1980년대부터 보편적으로 쓰이게 된 단어로 그 역사가 비교적 짧다. 본래는 '세겹살'로 불리었으며, 1934년 11월 3일자 동아일보의 기사에 소개되어 처음으로 언론에 등장하였다. 기사내용을 살펴보면 ‘육류의 좋고 그른 것을 분간해 내는 법’에서는 “도야지 고기의 맛으로 말하면 […] 뒤 넓적다리와 배 사이에 있는 세 겹살이 제일 맛이 있고 그다음으로는 목덜미 살이 맛이 있다”고 소개하고 있다.
포개져 있는 사물의 수량을 나타내거나 중복되고 거듭된 모양을 표현하기 위해 '겹'이라는 명사와 함께 수사(數詞)를 사용할 때, 하나, 둘, 셋, 넷, 다섯 이라는 순 우리말 수사(數詞)를 사용하는 것이 자연스럽다. 따라서 20세기 초까지만 해도 '세겹살' 이라고 하였고, 이 표현이 표준 국문법 상에 맞는 표현이지만 이유는 알 수 없으나 언제부터 인가 한자 수사를 사용한 '삼겹살' 이라는 표현을 사용하게 되었다. 이런 '삼겹살'의 영향 때문인지 '다섯겹살'이 아니라 '오겹살'이라는 말도 사용되고 있다.

### 해외 사례
한국어에서는 식재료 이름과 음식이름이 동일하게 '삼겹살'로 사용되고 있지만, 영어에서는 식재료 이름으로는 'Pork belly'(돼지뱃살), 음식명으로는 'Samgyeopsal' 로 표기하며, 발음 역시 한국어와 같은 '삼겹살'로 하고 있다. 1993년에는 영국의 권위 있는 영어 사전인 옥스포드 영어사전(OED)에도 음식 이름으로써 'Samgyeopsal'이 등재되어 있으며, 추가적으로 'a korea dish'라 설명되어 있다. 표준국어대사전에 '삼겹살'이 등재 된 것은 1994년이라고 알려져있다.
중국과 동남아 지역에서는 五花肉(오화육) 이라고 한다. 특히 중국에서는 동파육, 매채수육, 뇌반육 등 다수의 요리를 만드는데 주 재료로 삼겹살을 사용하고 있고 그 역사도 길다. 일본에서는 三枚肉(삼매육, ばらにく)이라 한다. 한국어로 직역하면 세겹고기 정도로 해석이 가능하다. 이로 인해 한국표준어에서 세겹살과 삼겹살로 부르게 된 것이 일본의 영향일 수 있다는 추론이 가능하나 정확한 것은 알 수 없다.
삼겹살을 육안상 살펴보면 실제로는 네겹이기 때문에 네겹살이나 사겹살이라 해야 한다. 이는 중국어에서 사(四)자가 죽음을 뜻하는 사(死)와 발음이 동일하기 때문에 사용을 꺼리는 일종의 미신, 즉 불길한 징크스라고 보는 동북아시아 한자문화권의 영향이라고 추정된다.

### 삼겹살의 특징

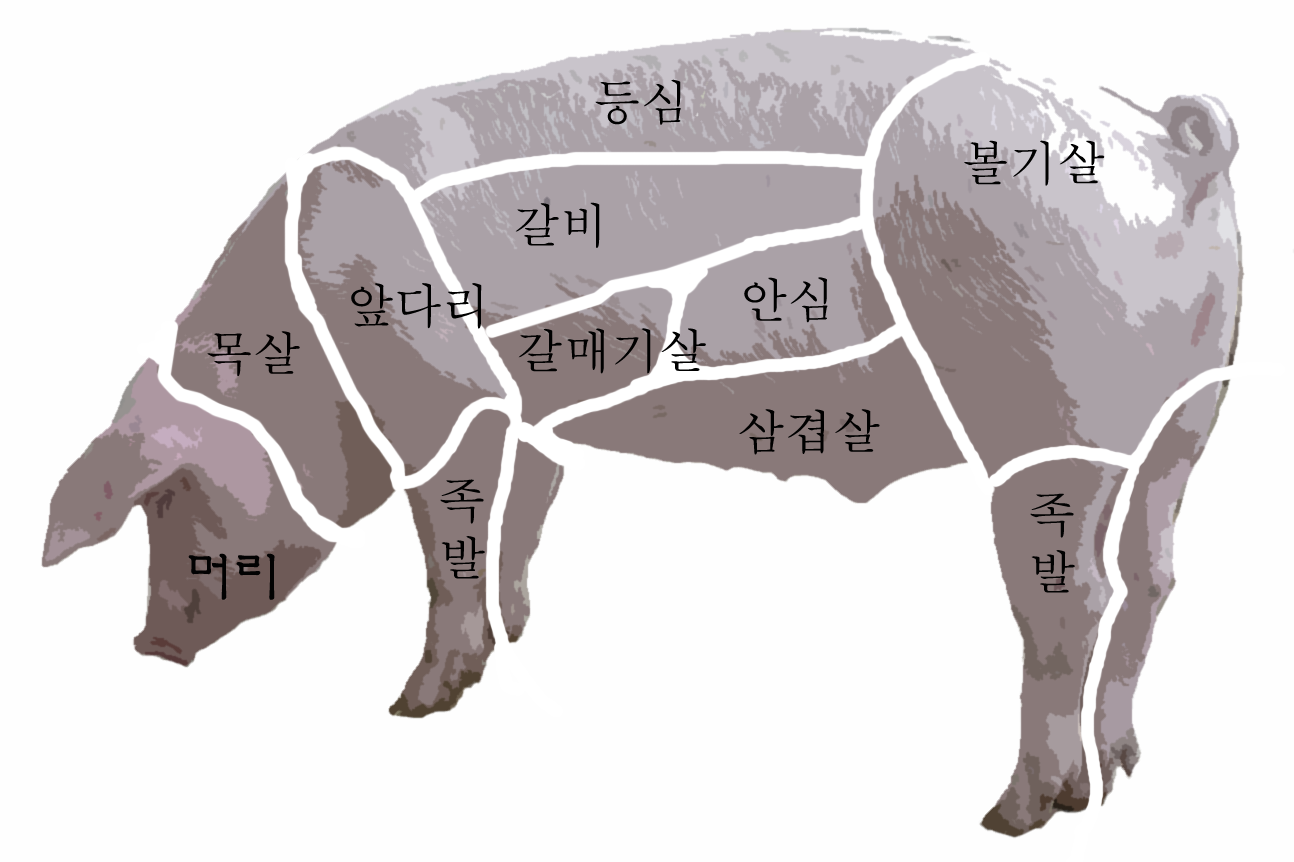
돼지부위의 명칭

'삼겹살'은 살코기와 비계가 각각 세 겹씩 교차해 있는 돼지고기의 갈비-뱃살 부위를 의미한다. 이 때문에 갈매기살이나 토시살도 삼겹살의 범주에 속한다. 붉은 살코기와 지방이 삼겹의 막을 형성하여 풍미가 좋다. 돼지고기 부위 중 가장 고소하고 다양한 조리가 가능하지만 기름기가 많아 지방 함유량이 많고 칼로리가 높다.

### 영양 성분
다른 육류에 비해 특히 비타민 B군 및 양질의 단백질, 인, 칼륨, 철분 등의 각종 미네랄이 풍부하여 젊고 탄력 있는 피부를 유지시켜 주며, 어린이의 성장발육에도 좋다. 또한 돼지고기에 많이 들어 있는 철분은 체내 흡수율이 높아 철 결핍성 빈혈을 예방하며 메티오닌 성분은 간장보호와 피로회복에 좋다. 그러나 칼로리가 100g당 348kcal 로 높은 편이고  단백질 15.8%, 지방 26.4%로 여타 부분육보다 지방함량이 높아 과식을 할 경우 비만이 될 수 있으므로 주의해야 한다.

### 선별과 보관
고기의 색깔에 밝은 연분홍색이 돌고 광택이 있으며 지방이 백색이고 조직이 단단하여 탄력감이 있는 것을 고른다. 지방층이 얇은 것이 좋으며, 고기의 탄력성이 부족하거나 물기가 스며나오고, 색깔이 황색으로 변했거나 누린내가 심하게 나는 경우는 피한다. 냉장 보관할 때에는 0~5℃에서 1~2일, 냉동 보관할 때에는 -18℃ 이하에서 15일~1개월간 보관이 가능하다.

### 돼지 누린내
돼지고기를 조리할 때 나는 풍미는 식욕을 자극시키지만, 웅취(雄臭)로 불리는 수퇘지 냄새는 불쾌감을 불러 일으킬 수 있다. 웅취는 말 그대로 수퇘지 고기에서만 나타나며, 돼지의 대장에서 고섬유질 사료가 미생물에 의해 발효되면서 발생한 스케톨(Skatole)과 정소에서 생산 되는 호르몬 안드로겐(Androgen)이 지방에 축적되어 있기 때문이며, 가열 시 이들 물질이 휘발되면서 불쾌한 냄새가 난다. 웅취(雄臭)는 지방조직 중에 스케톨이 0.2ppm이상일 때 감지할 수 있다. 거세 되지 않은 수퇘지나 사료에 따라 웅취(雄臭)와 잡내가 발생하기도 한다. 이 경우는 제육 볶음 등 양념구이를 해서 섭취하는 것이 권장된다.

## 부분육 분류 기준
돼지고기는 크게 살코기와 부산물로 구분된다. 그 중 살코기는 식품의약품안전처 행정규칙 '식육의 부위별 등급별 및 종류별 구분방법'에 의거하여, 도축 시 분할 정형기준과 동일하게 7개의 대분할 부위 및 25가지 소분할 부위로 분류할 수 있다. 위의 법적 기준에 외식산업의 현황에 맞는 일반/특수부위 기준을 추가하여 분류하면, 그 외 부산물은 총 7가지로 분류된다. 용도별 판매에서 부분육 유통이 일반화 되자 관련법이 1993년에 제정되면서 삼겹살이 부분육으로 공인받게 되었으며 이후에 부분육과 정형기준이 여러 차례 개정되어 오늘에 이르게 되었다.
| 구분   | 대분할                                                                     | 세부구분                                                                   | 종류                                                                       |
| ------ | -------------------------------------------------------------------------- | -------------------------------------------------------------------------- | -------------------------------------------------------------------------- |
| 살코기 | 안심                                                                       | 일반                                                                       | 안심살                                                                     |
| 살코기 | 등심                                                                       | 일반                                                                       | 등심살, 알등심살                                                           |
| 살코기 | 등심                                                                       | 특수부위                                                                   | 등심덧살(가브리살)                                                         |
| 살코기 | 목심                                                                       | 일반                                                                       | 목심살                                                                     |
| 살코기 | 앞다리                                                                     | 일반                                                                       | 앞다리살, 앞사태살                                                         |
| 살코기 | 앞다리                                                                     | 특수부위                                                                   | 항정살, 꾸리살, 부채살, 주걱살                                             |
| 살코기 | 뒷다리                                                                     | 일반                                                                       | 볼기살, 설깃살, 도가니살, 홍두깨살, 보섭살, 뒷사태살                       |
| 살코기 | 삼겹살                                                                     | 일반                                                                       | 삼겹살, 오돌삼겹, 등갈비, 토시살                                           |
| 살코기 | 삼겹살                                                                     | 특수부위                                                                   | 갈매기살                                                                   |
| 살코기 | 갈비                                                                       | 일반                                                                       | 갈비, 갈비살, 마구리                                                       |
| 부산물 | 간, 머리, 신장(콩팥), 족발, 창자, 위(보살감투, 오소리감투, 보사리감투), 뼈 | 간, 머리, 신장(콩팥), 족발, 창자, 위(보살감투, 오소리감투, 보사리감투), 뼈 | 간, 머리, 신장(콩팥), 족발, 창자, 위(보살감투, 오소리감투, 보사리감투), 뼈 |

## 역사

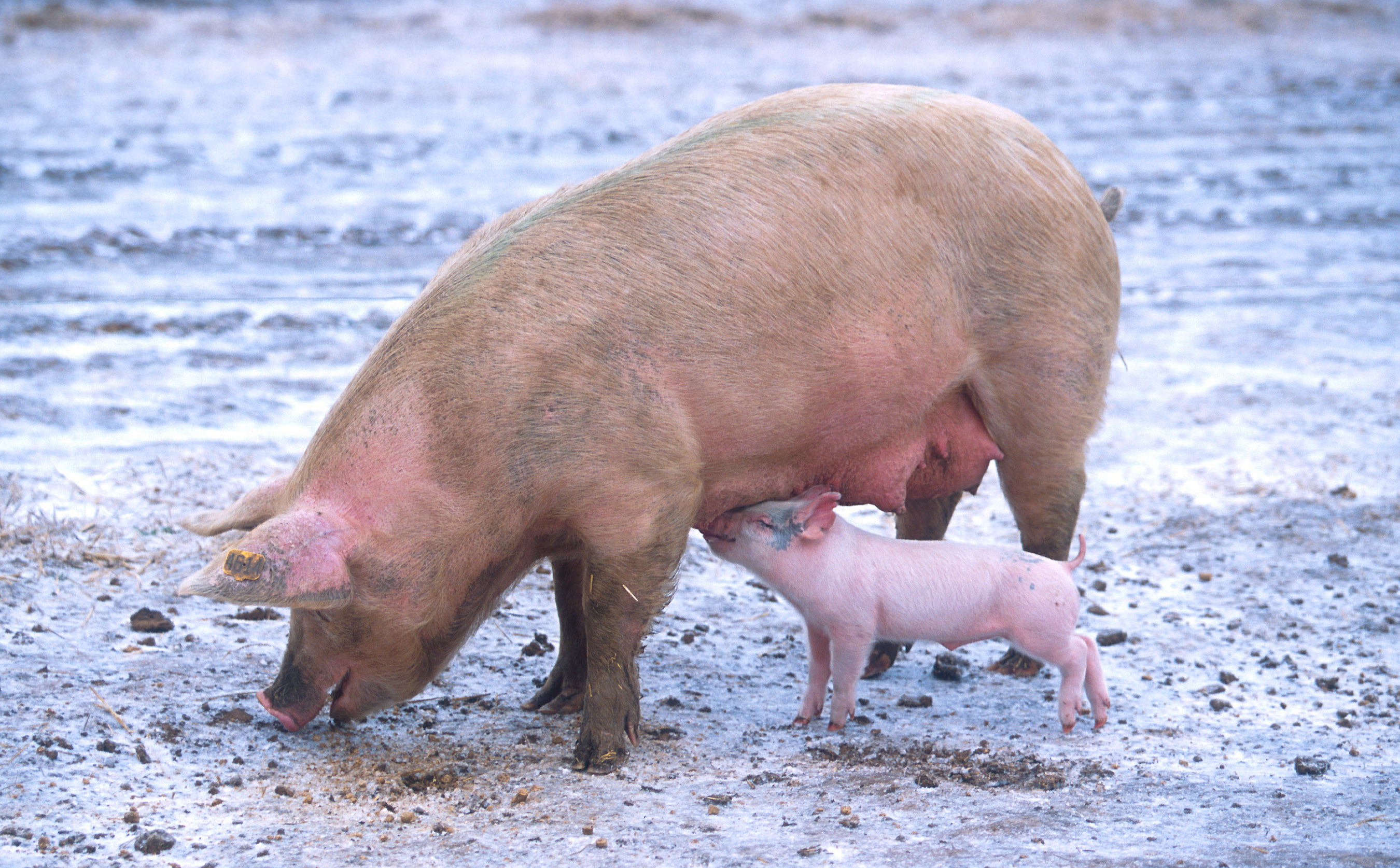
어미의 젖을 먹는 어린 돼지

삼국시대에 전래된 불교의 영향으로 식육 문화는 퇴보하였으나 13세기 전반기에 몽골침략으로 설렁탕과 소주가 전래되면서 식육 문화가 되살아났다. 중국은 돼지고기를 좋아한 반면에 조선인들은 소고기를 선호하며 돼지고기를 기피했고 돼지사육도 꺼렸다. 돼지사육의 목적이 퇴비와 고기를 얻기 위함이었을뿐 과히 쓸모 있는 가축이 아니었기 때문이다.
돼지는 번식율이 뛰어나며 퇴비를 생산하고 음식쓰레기 등을 처리해주기는 하나 잡식성으로 곡식을 먹여야 했고 심한 악취를 풍기며 지저분하고 고기에서 특유의 잡내가 많이 발생하는 등 여러모로 곤란했다. 곡창지대였던 전라도 지역에서 주로 사육을 많이 하였는데, 농업 부산물인 청치, 쌀겨 등을 사료로 이용할 수 있었기 때문이다.
일제는 한우와 쌀의 수탈정책에 일환으로 양돈을 독려했다. 이에 따라 점차 한국인들은 돼지고기에 익숙해지기 시작했으나 쇠고기 선호문화는 여전했다. 일제 강점기중에 출판된 책이나 언론보도 중에 삼겹살에 대한 언급이 있는 것으로 볼 때 돼지고기에 대한 공급과 수요가 증가했음을 짐작해 볼 수 있다.
광복과 한국전쟁, 516구테타 등으로 어수선한 정국 속에 양돈은 영세한 농가의 전업과 부업 수준에 머물러 있었다. 산업화를 거치며 도시 근로자들에게는 양질의 동물성 단백질 섭취가 절실했으나 매년 봄만 되면 쇠고기 값이 폭등했다. 국민 대부분이 쇠고기를 선호했으나 소는 농사에 필요했기에 도축에는 한계가 있었던 것이다. 1967년에 소고기 파동을 거치며 정부는 축산장려정책을 펼쳐 양돈을 적극 장려했다. 1970년부터 전업농이 늘어나며 점차 규모화가 이루어졌다.
쇠고기 선호문화는 여전했는데, 1970년대 중반까지도 돼지고기에서는 웅취와 잡내가 심했기 때문이다. 대다수 영세한 농가에서 여전히 음식잔반을 사료로 사용했고 냉장설비가 부족했기에 식중독 사고가 빈번했다. 태백 탄광지역이나 청주 등에서 돼지고기 로스구이를 먹기는 했으나, 부분육에 대한 개념은 약했고, 돼지고기는 뽁음, 구이, 국거리 등 용도별로 유통 판매되는 것이 대부분이었다. 삼겹살도 구이보다는 양념을 하거나 수육으로 만들어 먹는 것이 일반적이었다.

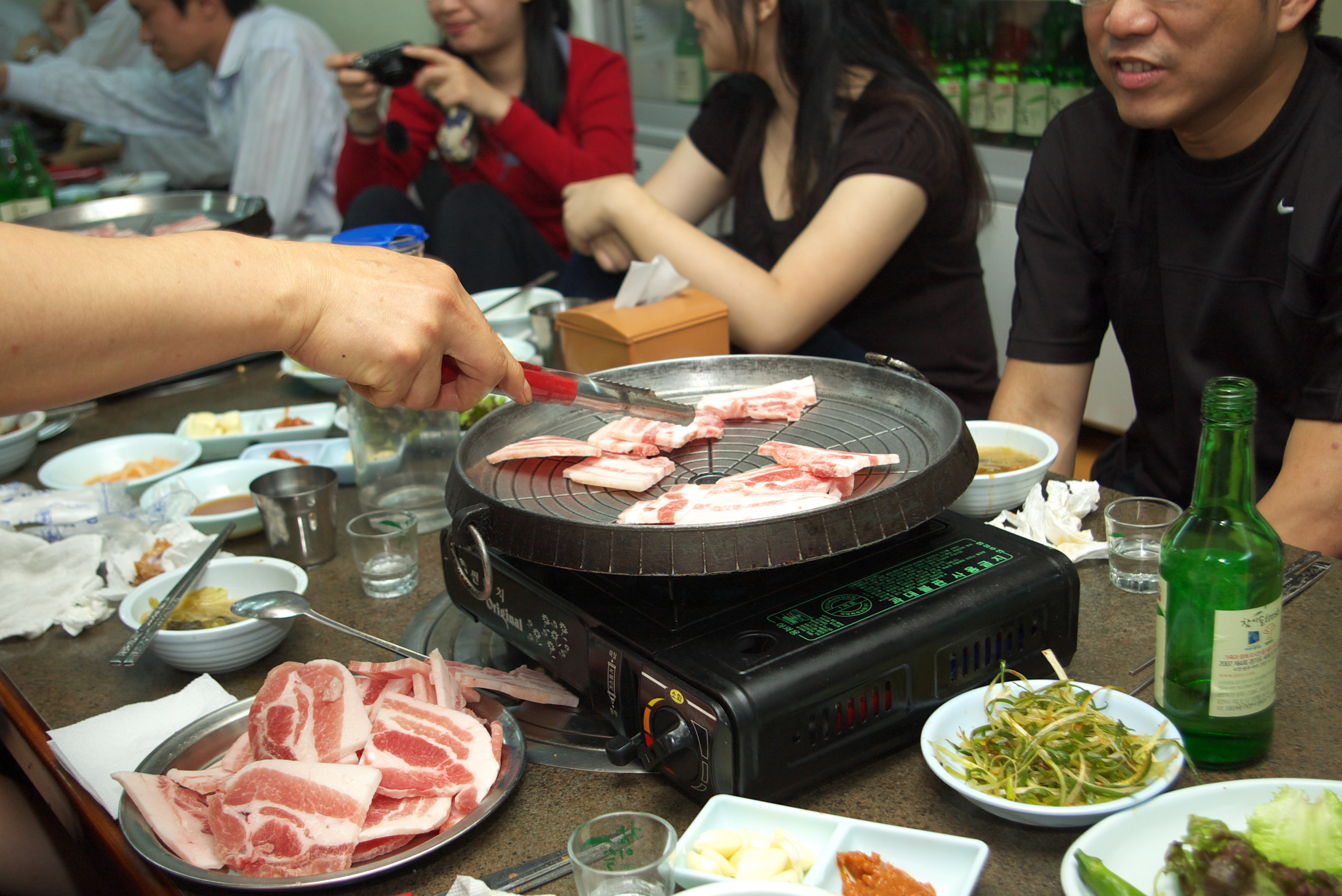
즐거운 삼겹살 회식

1970년대 수출이 장려되어 돼지고기도 일본에 수출했다. 수출 초기에는 머리, 내장, 족발만 제거한 지육(枝肉), 즉 발골과 부분육으로 가공하지 않은 도체(屠體)상태가 주를 이루었다. 이것이 점차 발골과 부분육으로 가공된 정육(精肉) 상태로 진행되었고, 양돈산업은 점차 규모화, 규격화 되면서 돼지고기 또한 특유의 잡내가 나지 않는 고급육이 생산되었다.
1978년에 육류파동이 일어나자 대일 수출이 완전히 중단되었다. 수출물량이 내수로 풀리면서 1980년 대에는 본격적으로 삼겹살이 대중화의 길을 걷게 되었다. 잡내 없는 고급육이 공급되면서 삼겹살 구이가 일반화 되었고 돼지고기 소비량도 늘어났다. 저렴한 가격덕분에 직장인들이 선호하는 회식메뉴로 삼겹살이 꼽히면서 점차 육류 소비형태가 쇠고기에서 돼지고기로 전환되었다.
1990년대 들어서는 대패삼겹살 등 각종 삼겹살 메뉴가 개발되었고 삼겹살 전문점도 생겨났다. 시중의 돼지고기 유통이 부분육 판매로 정착되자 정부에서도 법적기준을 마련하기에 이르렀다. 1997년에 시작된 IMF 경제위기 이후 퇴직자들에 의해 삼겹살 전문점이 더욱 늘어났다. 2000년대 들어서는 차별화를 위해서 브랜드화와 고급화가 추진되었고, 점차 소주와 함께 삼겹살이 한국의 국민음식이 되었는데, 삼겹살데이가 만들어지고 삼겹살 거리가 조성되는 등 하나의 문화로 완전히 정착하게 되었다.

## 한국의 문화

### 삼겹살 데이
삼겹살 데이는 돼지 삼겹살을 먹는 날로 한국에만 있는 비공식 기념일이다. 날짜는 매년 3월 3일이며 ‘삼삼데이’라고도 한다. 숫자 3이 두 번 들어간 날에 삼겹살을 먹는다는 의미다. 2003년 경기도 파주시와 파주연천축협이 만들어 홍보한 것이 삼겹살데이의 원조로 알려져 있다. 2000년과 2002년에 걸쳐 구제역 파동으로 인해 육류 판매량이 급감하면서 줄어든 돼지고기 소비를 촉진하여 양돈농가를 돕기 위해서 만들었다고 한다. 일부 지자체나 지역농협에서는 인삼 등 지역특산품을 삼겸살과 연계하여 삼삼데이 행사를 진행하기도 한다. 어려운 양돈농가를 돕자는 공감대가 형성되며 제법 성공적으로 정착되어 가고 있다.

### 삼겹살 거리
충청북도 청주시에는 전국에서 유일한 '삼겹살 거리(골목)' 340m가 조성되어 있다. 위치는 청주시 상당구 서문동에 있는 '청주 서문시장' 내에 있다. 1998년에 시외버스터미널이 외곽지역 이전 후 시장 상권이 급격히 쇠락하자 침체된 전통시장을 활성화하기 위해 지역상인들이 노력한 결과물이다. 춘천 닭갈비 골목을 벤치마킹하였으며 2012년에 청주시의 지원하에 삼겹살을 테마로 하여 특화된 거리를 만들었다. 매년 3월 1일부터 3일간 진행되는 축제에는 인근 양돈농가의 후원하에 할인된 가격에 돼지고기를 판매하고, 평소와 달리 저렴한 가격으로 삼겹살 등을 즐길수 있으며, 삼겹살 무료 시식회도 진행한다.

### 오겹살

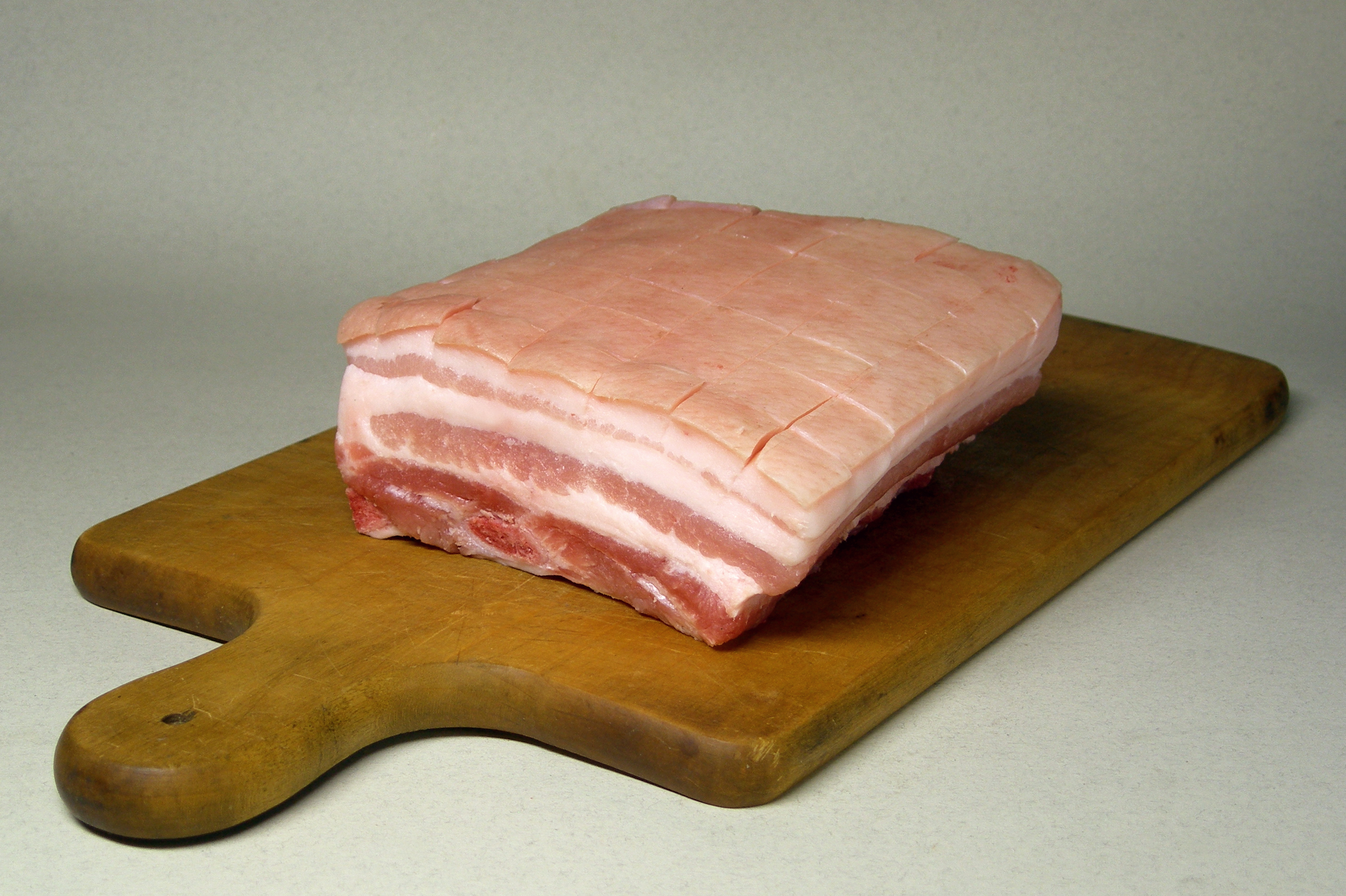
오겹살 (미박 삼겹살, 탕박 삼겹살)

오겹살은 돼지 껍데기를 제거하지 않은 상태의 삼겹살을 이르는 말로, 2000년 경에 상인들에 의해 마케팅 차원에서 만들어진 신조어다. 삼겹살은 본래 지방조직과 살코기가 네겹을 이루고 있기 때문에 오겹살이 가지는 다섯 겹이란 의미에는 논리적으로 문제가 없다. 그러나 부분육을 지칭하는 정식용어가 아니며, 도축업계에서는 일반 삼겹살과 구분짓기 위해서 껍데기를 제거하지 않았다는 의미를 가진 '미박(未剝) 삼겹살' 또는 돼지 털만 제거했다는 의미에 '탕박(湯剝) 삼겹살'이라 부르고 있다.
영호남 등 남부지역에서는 전통적으로 돼지 껍데기를 제거하지 않고 유통하는 것이 일반적이었으나, 수도권에서는 돼지 껍데기를 벗긴 삼겹살을 유통해왔다. 그런던중 1995년 경에 돼지 껍데기가 있는 제주지역 흑돼지 삼겹살이 서울로 진출한 후 꼬들꼬들한 식감 때문에 인기를 끌자 상인들이 차별화를 위해서 '오겹살' 이라는 신조어를 만들었고, 2000년 초부터 마케팅을 통해 적극적으로 홍보하며 알려지게 되었다.

### 대패 삼겹살
대패삼겹살은 요리 연구가이자 사업가인 백종원이 1993년에 개발한 것으로 알려져 있다. 매번 주방에서 삼겹살을 칼로 썰어서 제공하기가 힘들어서 육절기를 구입했는데, 실수로 햄 써는 기계를 산 것이 메뉴 개발에 얽힌 에피소드라고 한다. '대패 삼겹살'이라는 상표권도 백종원이 가지고 있다. 이 대패 삼겹살은 1990년대에 큰 인기를 끌었다. 냉동 삼겹살을 육절기로 매우 얇게 썰다보니 나무를 대패로 밀었을 때 나오는 대팻밥 같이 돌돌말린 모양 때문에 대패 삼겹살이라는 이름을 붙이게 되었다고 한다. 푸짐해보이는 것과 가격이 상대적으로 저렴한 점이 특징으로 학생과 직장인들 사이에서 인기가 있는 편이다.

### 식탁문화의 변화

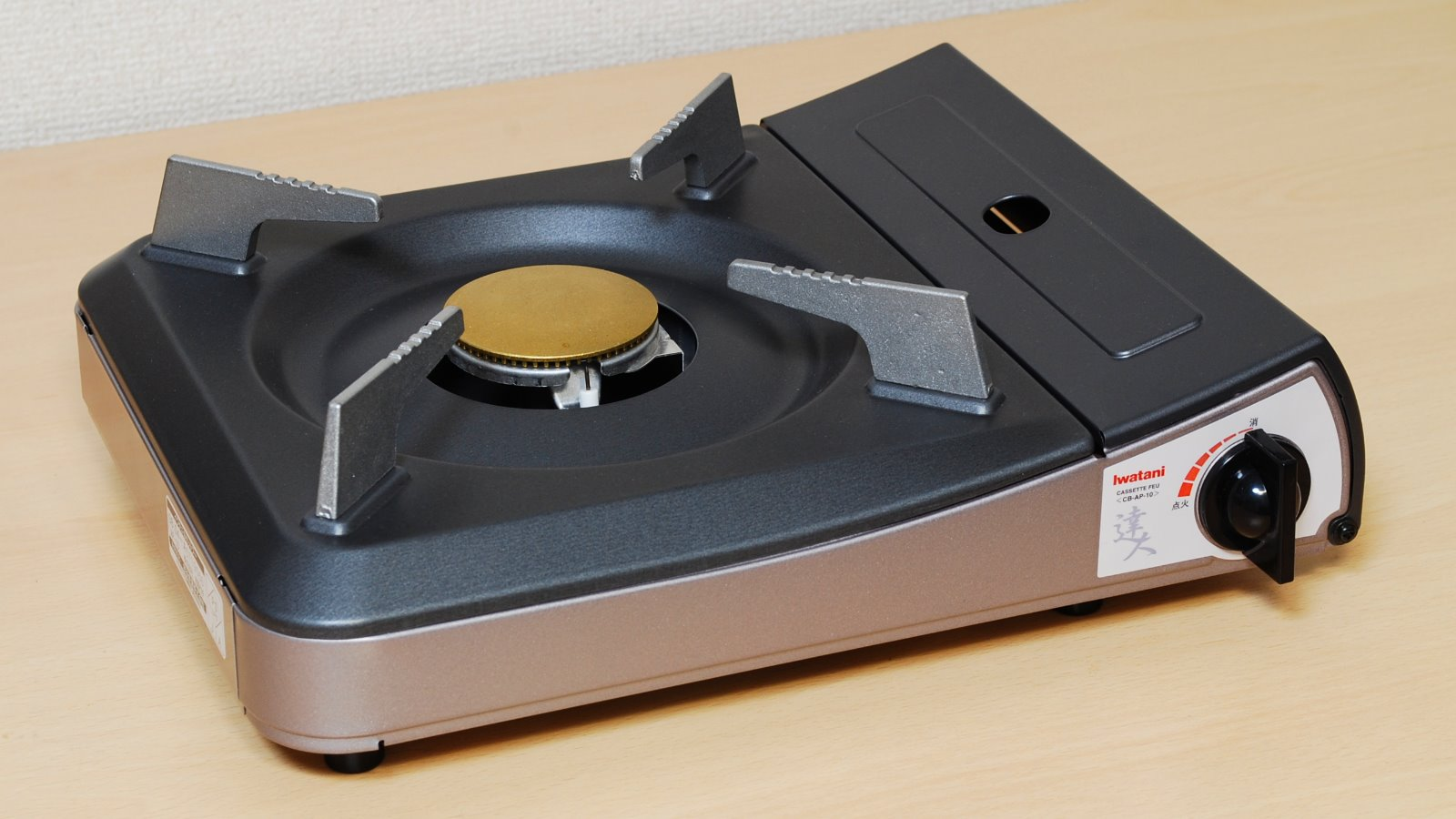
휴대용 가스 버너

1970년대에 프로판 가스가 공급되면서 식당가의 상차림에 큰 변화가 생겼다. 식탁 위에 가스버너를 올려놓고 고기를 굽거나 탕을 끓이는 문화가 본격적으로 도입된 것이다. 이전에도 숯이나 연탄불을 사용하는 업소가 있었으나 너무 번거로워 많지 않았다. 손쉽게 식탁 위에서 가스 불을 켤 수 있게 되면서 주방에서는 미완성의 음식을 내놓고, 손님이 직접 굽거나 끓이는 문화가 시작된 것이다. 1980년, 한국후지카에서 '휴대용 가스버너'인 부루스타(Bluestar)를 출시하자 삼겹살이 대유행하게 된다. 휴대용 가스버너와 프라이팬만 있으면 쉽게 삼겹살구이 장사를 할 수 있게 되었다. 또한 일반 가정집에서나 야외에서도 손쉽게 삼겹살을 즐길 수 있게 되었다.

### 회식 최고 메뉴
1990년대 이후 회사원들의 회식 최고 메뉴는 소주와 함께하는 삼겹살이 차지하고 있다. 또한 회식에서 명당자리는 고기 잘 굽는 동료 옆자리라는 말도 있을 정도다. 2002년 미국 육류수출협회의 설문조사에서 한국인이 가장 즐기는 고기 요리는 돼지 삼겹살구이로 나타났다. 2013년 한 취업포털에서 직장인을 상대로 조사한 결과에 따르면, 1위 삼겹살이었고 치킨은 3위였다. 회식할 때 가장 많이 마시는 '술'의 종류는 1위는 소주, 2위가 맥주 그리고 소주와 맥주를 섞은 소맥이 3위를 차지했고 막걸리가 그 뒤를 이었다.

## 조리와 섭취
삼겹살은 지방의 질이 좋을수록 풍미가 좋고 부드럽기 때문에 구이, 볶음, 수육 등 다양한 방식으로 조리가 가능하다. 지방성분 섭취를 제한해야 할 경우는 삶아서 식힌 후 표면에 굳은 지방을 제거하고 먹으면 좋다. 또한 고추장 또는 된장, 양파, 마늘, 버섯, 깻잎, 새우젓, 익은김치 등의 식품과 함께 먹으면 단백질과 지방분해에 도움이 되고, 살균작용, 지방산화작용, 냄새제거 등의 효과를 얻을 수 있다.
한국에서는 구이, 볶음, 수육, 편육용으로 많이 사용되고 중국에서는 동파육으로, 기타 외국요리에서는 로스구이 및 베이컨 가공에 많이 이용한다. 서양에서는 앞다리(전지)와 뒷다리(후지)를 선호하고 삼겹살 부위는 지방분이 너무 많아 건강에 해롭다는 판단하에 싫어하여 버리거나 돼지지방을 추출하여 고형화한 식용유인 라드 제조용 또는 베이컨으로 가공을 하여 소비한다. 특히 미국에서는 베이컨을 돼지 뱃살로 만들기 때문에 삼겹살을 'Raw Bacon', 즉 '가공하지 않은 베이컨'이라 부르기도 한다.
당뇨병 등 췌장 기능에 문제가 있다면 기름기 없는 부위를 선택한다. 돼지고기를 먹으면 두드러기가 나거나 설사를 하는 사람들은, 돼지고기 지방이나 단백질을 소화시키는 소화액이 잘 나오지 않아 문제를 일으키는 것이다. 이럴 때는 섭취를 피하는 것이 좋다.

## 요리

### 삼겹살 구이
웅취와 잡내가 없는 돼지고기가 공급되기 시작된 후, 특별한 양념없이 소금구이 형태로 프라이팬을 이용하여 구워 먹게 된 요리이다. 수분과 지방분이 다량으로 함유되어 있어 석쇠를 이용하는 것은 불가능하다. 조리중에 지방분이 빠져나와 기름에 튀겨지듯 구워지는 것이 특징이다. 적당히 구워서 마이야르 반응으로 표면이 갈색으로 변하면 뒤집어 구워주면 육즙이 많이 빠져나가는 것을 막을 수 있다. 붉은 살코기와 지방이 여러 겹의 막을 형성하여 풍미가 좋고 돼지고기 부위 중 가장 고소한 편이다. 너무 오래 구우면 기름기가 다 빠져 고기가 딱딱해지고 맛이 없으므로 강한 화력으로 빨리 구워야 고기에 기름이 돌고 부드럽다.
입맛에 따라 후추나 소금을 뿌리는 것도 좋지만 소금을 지나치게 뿌리는 것보다는 소금 특유의 기능인 오미(五味) 증진의 개념으로 사용하여 간을 맞추기 보다는 향미 향상을 위한 조미료 개념으로 사용해야 삼겹살의 맛을 제대로 즐길 수 있다. 양념장으로는 고추장, 된장, 쌈장, 소금, 참기름 소금장, 새우젓 등이 좋고, 쌈으로는 양파, 마늘, 버섯, 깻잎, 상추, 배추, 쑥갓 등 각종 쌈채소와 절인 무, 익은김치, 명이나물, 파절이 등의 식품과 함께 먹으면 좋고 소주와도 조화를 잘 이룬다.

### 수육
삼겹살 덩어리 고기를 사용해야 좋으며 조리 시 고기의 잡냄새를 제거하는 것이 가장 중요하다. 고기를 찬물에 반나절 이상 담가두어 핏물을 제거하고, 삶아낼 때는 양파, 파, 통후추, 마늘, 생강과 같은 식재료와 청주, 소주 등을 함께 넣어 혹시 모를 고기의 냄새를 잡도록 한다. 고기를 한 번 데친 뒤, 그 물은 버리고 갖은 채소와 함께 다시 한 번 삶아내면 고기에 함유된 불순물을 어느 정도 제거할 수 있다. 물이 끓으면 화력을 아주 작게 하여 1시간 정도 삶는다. 얇게 썰어서 편육을 만든후 쌈장이나 지방분해효소인 리파아제가 함유된 새우젖과 함께 먹으면 좋다. 돼지국밥과도 잘 어울리며 홍어삼합 등 보쌈 요리와도 잘 어울린다.

### 제육볶음
삼겹살과 목살을 도톰하게 저며 잔 칼집을 넣고 생강즙을 충분히 넣은 고추장 양념에 재웠다 볶은 대표적인 고추장 양념 볶음이다. 양념으로 인해 돼지고기 특유의 냄새가 제거되고, 지방부분이 많으므로 육질이 부드럽고 풍미와 맛이 한층 좋아진다. 설탕, 고추장, 간장, 고춧가루에 파, 마늘, 생강은 곱게 다져넣고 후춧가루, 깨소금, 참기름을 넣고 고추장 양념을 만든다. 여기에 손질하여 재워두었던 고기를 넣고 버무려서 양념이 배도록 약간 숙성 시킨다. 달군 팬에 양념한 돼지고기를 넣고 볶는다. 또한 볶을 때 뚜껑을 열고 볶아야 고기와 야채의 수분이 날라가 국물이 너무 많이 생기는 것을 막을 수 있다.

### 오삼불고기
오징어와 삼겹살을 매콤하게 볶은 요리다. 쫀득한 오징어와 삼겹살의 식감에 고추장 양념을 더하여 반찬으로도 좋고 술 안주에도 좋다. 오징어의 내장을 제거하고 깨끗이 씻은 후 몸통 한 쪽을 세로로 갈라 넓게 핀 뒤 칼집을 내고 가로 1cm, 세로 5cm 크기로 자른다. 고추장, 고춧가루, 설탕, 다진 마늘, 간장, 참기름을 섞어 양념장을 만든다. 손질한 삼겹살과 오징어에 양념장과 양파, 대파를 넣고 각각 무친다. 기름을 두른 팬을 달군 뒤, 삼겹살과 오징어를 한 쪽에서 각각 볶다가 어느 정도 익으면 고추를 넣고 함께 볶는다. 함께 볶으면 두 재료의 맛이 섞일 수 있으므로, 각자 볶다가 익은 뒤에 합하는 것이 좋다.

### 동파육
중국의 대표적인 돼지고기 요리에 속하는 동파육은 오겹살로 만든 요리이다. 송나라때 정치가이자 문학가인 소동파(1037~1101)가 항저우에 관리로 있으면서 선정을 베풀자 주민들이 돼지고기를 받쳤는데, 소동파는 그것으로 항저우식 훙사오러우(紅燒肉)라는 새로운 요리를 만들어 다시 주민들에게 나누어 주었다. 이에 감복한 항저우 주민들은 이후 이 요리의 이름을 동파육(東坡肉)이라 불렀다. 동파육은 큼직한 오겹살(五花肉) 덩어리를 통째로 소흥주에 넣어 삶은 후 간장 등을 넣어 장시간 약한 불로 졸여서 육질이 부드러워질 때까지 익혀주면 완성된다. 이 밖에도 오겹살은 매채수육, 뇌반육 등 다수의 요리를 만드는데 주 재료로 사용되고 있다.

### 베이컨
우리나라 외에 먹는 삼겹살 가공육으로 알려진 요리.

### 삼겹살 두루치기
주재료로 삼겹살을 사용한 경상북도식 두루치기로 향토음식이다. 두루치기란 뜻은 '한 가지 물건을 여기저기 두루 쓰는 것'을 의미하며 두루치기 음식이란 두루두루 누구에게나 입맛에 맞는 음식이라는 뜻을 가지고 있다. 철 냄비에 여러가지 재료를 넣은 후 국물이 조금 있는 상태에서 볶듯이 끓이는 방식이며 찌개와 볶음의 중간 종류라고 할 수 있다. 대강 익힌 삼겹살에 김치, 고추장, 고춧가루, 다진마늘 등의 양념을 넣어 볶은 다음, 다시 각종 야채를 넣어 볶아서 완성한다.

## 갤러리

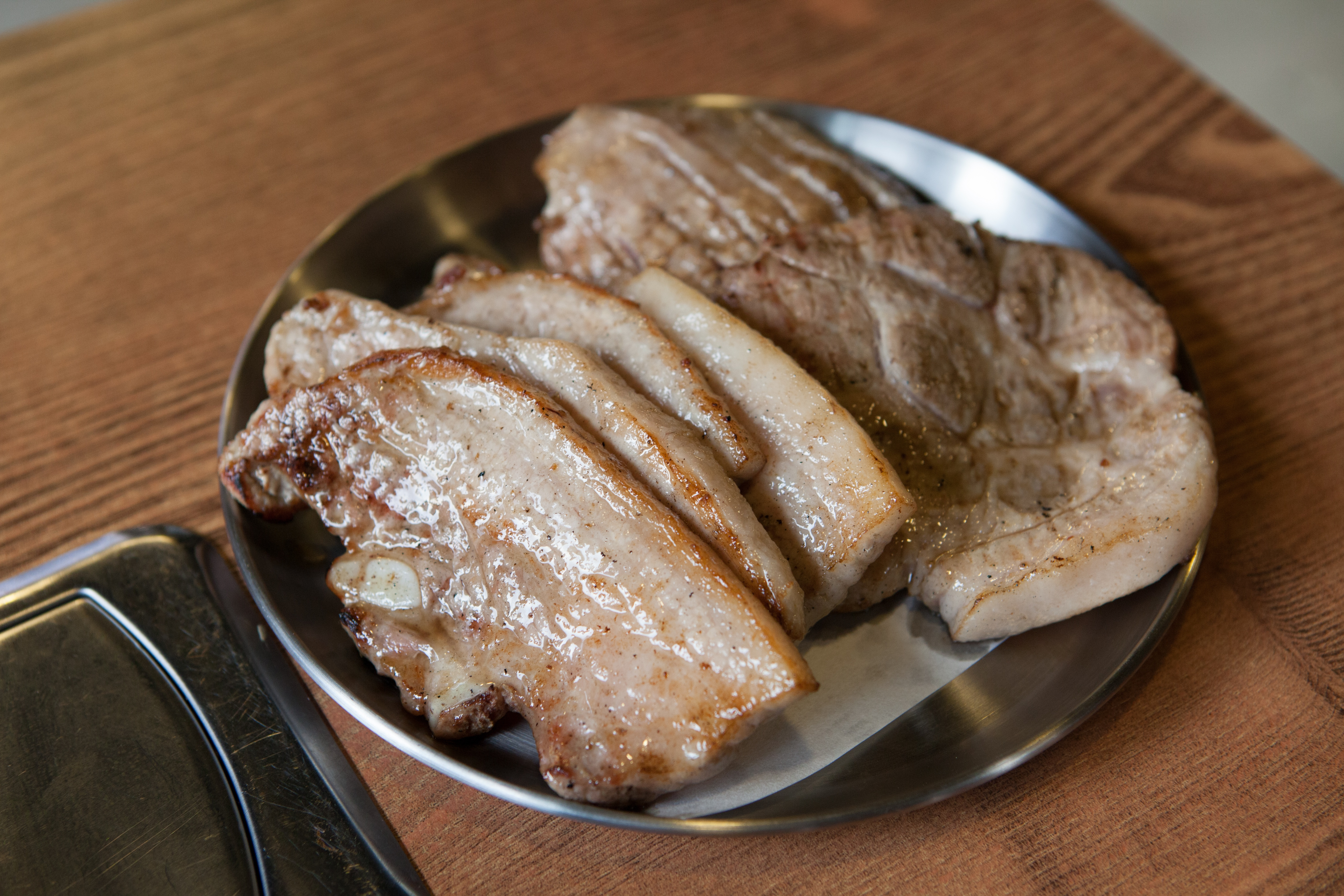
삼겹살구이 (한국 요리)
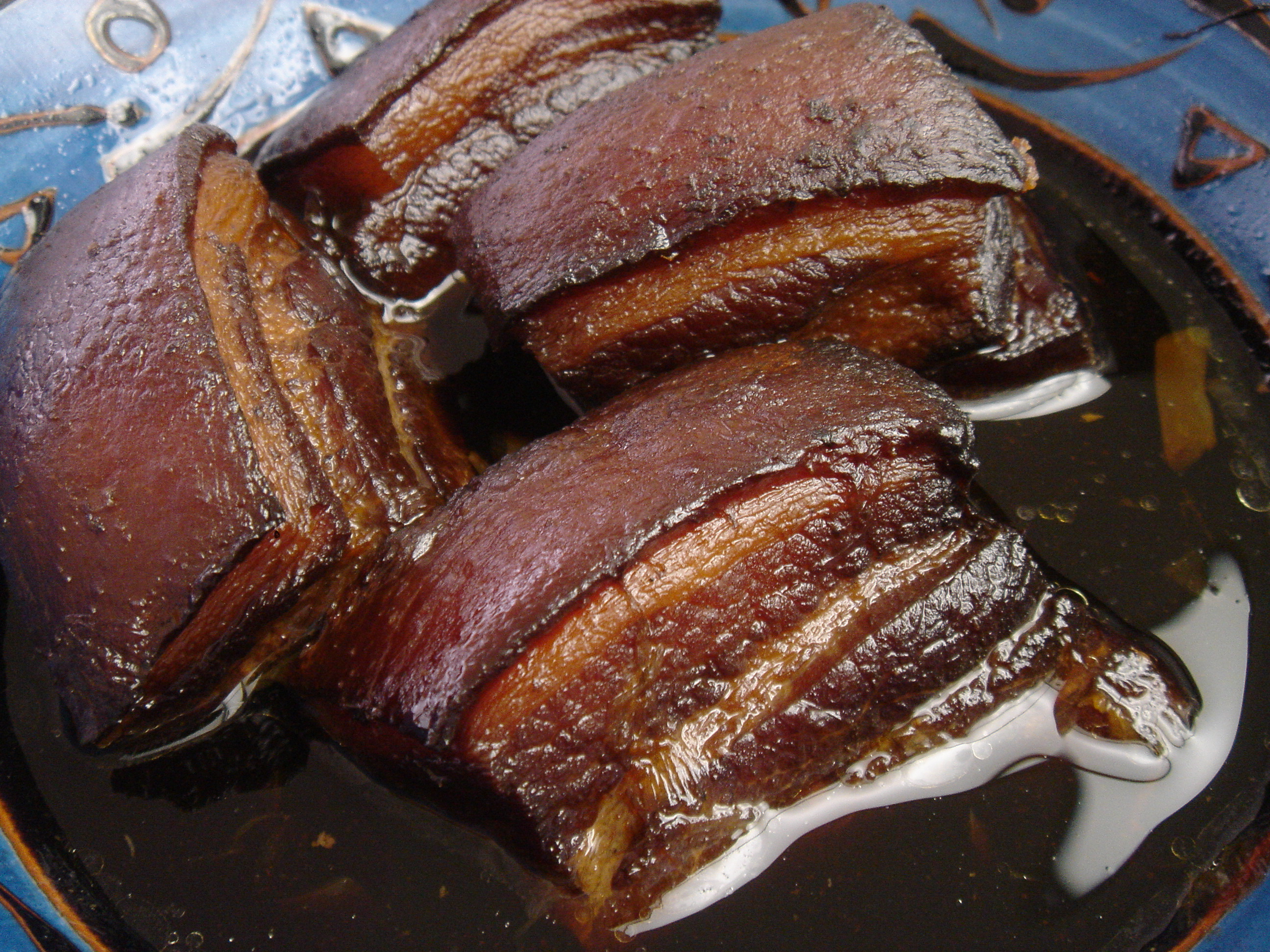
동파육 (중국 요리)
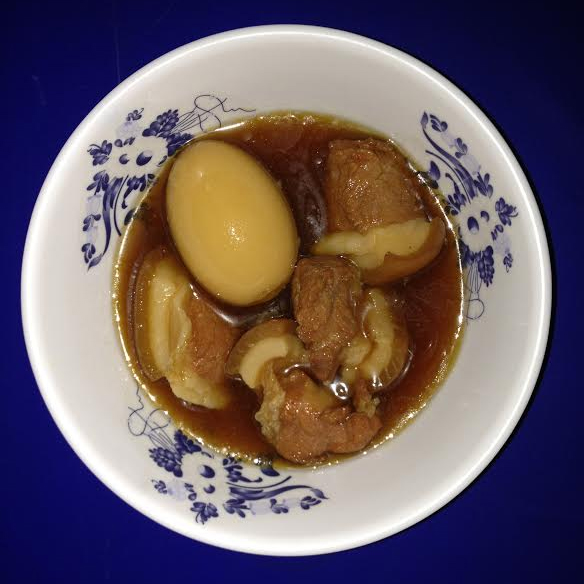
팃코따우 (베트남 요리)

## 같이 보기
- 목살
- 삼겹살구이